# Verlag Angelika Hörnig
Der Verlag Angelika Hörnig ist ein deutscher Fachverlag, der sich auf Publikationen zum Bogenschießen und Bogenbauen spezialisiert hat.

## Geschichte
Der Verlag Angelika Hörnig wurde 1996 gegründet, um dem Bedürfnis nach Literatur und mehr Information zu den Themen rund um Pfeil und Bogen nachzukommen. 
Das Magazin Traditionell Bogenschießen erschien erstmals im Juli 1996 und ist heute (Stand: Mai 2013) mit einer Druckauflage von 15.000 Exemplaren Europas größtes Fachmagazin in diesem Segment.
Mit dem Praktischen Handbuch für traditionelle Bogenschützen der englischen Bogenbauerin Hilary Greenland wurde 1997 das erste Buch herausgegeben, eine Übersetzung des englischen Practical Handbook for Traditional Archers. Das Buch wurde zu einem der wichtigsten Basisbücher, da es als erste Publikation konkrete, praktische Anleitungen zum Selbermachen von z. B. Bogen, Sehnen und Pfeilen enthielt (13 Auflagen, auch in französischer Sprache).
Es folgten weitere Fachbücher in Eigenproduktion. Der bisher meistverkaufte Titel Das Bogenbauer-Buch verband erstmals geschichtliche Information mit Anleitung und Maßen zum Nachbauen. Weitere Übersetzungen aus dem Amerikanischen folgten, darunter die vierbändige Reihe Bibel des traditionellen Bogenbaus (Traditional Bowyer‘s Bible).
Gemäß dem eigenen Anspruch, alle Aspekte des traditionellen Bogenschießens zu behandeln, veröffentlicht der Verlag Angelika Hörnig Werke zur Geschichte von Pfeil und Bogen, zu Schießtechnik, Bogenbau und Ausrüstung. Mit den Romanen von Günther Bach, in denen das Bogenschießen eine zentrale Rolle spielt, nahm der Verlag erstmals erzählende Literatur in sein Programm auf. Diese sind auch als E-Books erschienen.
In der Reihe Edition Arcofact erscheinen Nachdrucke von Klassikern der Bogensportliteratur. Abweichungen vom eigentlichen Kernsegment stellen ein Titel über Scrimshaw-Kunst und die ethnographische Studie Tavua dar. Von einzelnen Titeln wurden fremdsprachige Ausgaben selbst produziert, andere erscheinen bei ausländischen Verlagen in Lizenz.
Der Verlag hat seinen Sitz in Ludwigshafen am Rhein und verfügt über 5 feste und mehrere ständige, freie Mitarbeiter. Über den hauseigenen Vertrieb beliefert der Verlag Buchhandlungen, Bogensportgeschäfte, Kursanbieter, Szeneläden und andere Einzelhändler mit eigenen und fremden Publikationen und Medien zum Bogenschießen. Auf seiner Webpräsenz unterhält der Verlag eine Vereinsdatenbank sowie einen Turnierkalender.

## Publikationen
- Traditionell Bogenschießen, vierteljährlich, ISSN 1432-4954.

### Themen
- Bogenschießen
- Ausrüstung
- Bogenbau
- Geschichte von Pfeil und Bogen
- Romane
- Turnierleben

### Autoren
- Hilary Greenland
- Günther Bach
- Jürgen Junkmanns